# Památník Pařížanům zemřelých za první světové války
Památník Pařížanům zemřelých za první světové války (francouzsky Monument aux Parisiens morts pendant la Première Guerre) je pamětní místo v Paříži, které na jednom místě shromažďuje jména pařížských padlých vojáků. Památník byl slavnostně odhalen dne 11. listopadu 2018 u příležitosti oslav stého výročí příměří.

## Popis
Památník se nachází na vnější zdi hřbitova Père-Lachaise ve 20. obvodu podél bulváru de Ménilmontant. Jména 94 415 Pařížanů, kteří zemřeli v bojích, jsou uvedena na tmavě modrých ocelových deskách dlouhých 280 m a vysokých 1,30 m. Toto dílo navrhla architektonická dílna Phileas a vyrobily Služby města Paříže. Slavnostně jej odhalila starostka Anne Hidalgová dne 11. listopadu 2018.
Pomník nese nápis Aux Morts de la Grande Guerre – Paris à ses enfants (Mrtvým z Velké války – Paříž svým dětem). Jména Pařížanů jsou uvedena podle roku a v abecedním pořadí až do roku 1925 včetně těch, kteří zemřeli na následky svých válečných zranění. Vnější zeď hřbitova byla pro umístění vybrána jako symbol místa mezi světem živých a světem mrtvých.

## Přípravné práce
V roce 2010 začal profesor Jean-Louis Robert s týmem z Centra pro sociální dějiny 20. století na univerzitě Paris-I Panthéon-Sorbonne shromažďovat jména vojáků pocházejících z Paříže a zapsaných v pamětních knihách padlých ve válce v letech 1914-1918 vedených na pařížských radnicích. Pátral rovněž v databázi válečných padlých a pohřebních míst Mémoire des Hommes, jakož i v matrikách v  Pařížském archivu.
Jean-Louis Robert stál také u zrodu virtuálního Památníku padlým z Velké války – město Paříž. Od roku 2016 je zde k dispozici seznam pařížských vojáků.

## Ocenění
V roce 2018 získal pomník cenu Geste d’Or (Zlaté gesto). Tato cena oceňuje projekty, které propagují kulturní dědictví.